# جول
جول في الفيزياء والكيمياء هي وحدة قياس الطاقة، وأطلق عليها جول تكريمًا للعالمِ جيمس بريسكوت جول لاكتشافه العلاقة بين الشغل المبذول والطاقة الناتجة.
1 جول = 1 كيلوجرام، متر2/ثانية 2
1 جول = 1 نيوتن، 1 متر
1 جول = 1 واط،1 ثانية
1 جول = 1 كولوم،1 فولت

## تاريخ
تم الإعلان عن نظام وحدات سنتيمتر غرام ثانية رسميًا في عام 1881م في أول مؤتمر دولي للكهرباء. وتم اعتماد وحدة إرج كوحدة للطاقة له في عام 1882. اقترح فيلهلم سيمنز، في كلمته الافتتاحية كرئيس الجمعية البريطانية لتقدم العلوم (23 أغسطس 1882) لأول مرة الجول كوحدة للحرارة، ليتم اشتقاقها من الوحدات الكهرومغناطيسية الأمبير والأوم، والتي (الجول) تعادل 10 ملايين إرج في هذا النظام. تعود تسمية الوحدة تكريماً لجيمس بريسكوت جول (1818-1889)، في الوقت الذي كان قد تقاعد فيه لكن لا يزال حياً (63 عامًا)، قال سيمنز فيه:
«أعتقد أن وحدةً كهذه للحرارة إذا وجدت مقبولة، يمكن أن تسمى مع كثير من الأدب:» جول«، بعد الرجل الذي فعل الكثير لتطوير نظرية الديناميكا الحرارية».
في المؤتمر الدولي الثاني للكهرباء، في 31 أغسطس 1889، تم اعتماد الجول رسميًا جنبًا إلى جنب مع الواط، والكوادرانت (أعيد تسميته لاحقًا إلى هنري). توفي جول في نفس العام في 11 أكتوبر 1889. في المؤتمر الرابع (1893)، تم تعريف «الأمبير الدولي» و«الأوم الدولي» مع تغييرات طفيفة في تعيين قياسهم، مع «الجول الدولي» الوحدة المشتقة منهما.
في عام 1935، تبنت اللجنة الكهروتقنية الدولية (بصفتها المنظمة الخلف للمؤتمر الدولي للكهرباء) «نظام جيورجي»، وذلك استناداً إلى افتراض قيمة محددة لثابت الفراغ المغناطيسي تضمنت أيضًا إعادة تعريف للجول. تمت الموافقة على نظام جيورجي من قبل اللجنة الدولية للأوزان والمقاييس في عام 1946. منذ ذلك الحين لم يعد يتم تحديد الجول استناداً إلى وحدة كهرومغناطيسية، ولكن بدلاً من ذلك كوحدة للشغل يتم بذلها عن طريق وحدة واحدة من القوة (في ذلك الوقت لم يتم تسميتها بنيوتن بعد) لمسافة 1 متر. كان المقصود من الجول بوضوح هو أن يكون وحدة الطاقة التي سيتم استخدامها في كلا السياقات الكهرومغناطيسية والميكانيكية. أضاف التصديق على التعريف في المؤتمر العام التاسع للأوزان والمقاييس في عام 1948، تعيين الجول ليكون مفضلاً أيضاً كوحدة للحرارة في سياق قياس المسعرية، مما يقلل بشكل رسمي استخدام السعرة. كان هذا التعريف هو التعريف التالي المباشر للجول كما تم اعتماده في نظام الوحدات الدولي الحديث في عام 1960.
بقي تعريف الجول على أنه = كيلوغرام.متر 2.ثانية −2 دون تغيير منذ عام 1946. لكن الجول كوحدة مشتقة قد شهِدَ تغييرات على تعريفات الثانية (في 1960 و 1967)، والمتر (في 1983)، والكيلوغرام (في 2019).[بحاجة لمصدر]

## تفسير ومقارنة
1 جول يعادل:
- تسليط قوة قدرها 1 نيوتن عبر مسافة 1 متر.
- تشغيل قدرة قدرها 1 واط لمدة 1 ثانية.
- تعادل الطاقة التي تكتسبها شحنة كهربية مقدارها 1 كولوم عند تسريعها بين فرق جهد مقداره 1 فولت.

أو 1 جول هي الطاقة اللازمة لعمل أحد العمليات الآتية: 
- الطاقة اللازمة لرفع 1 جرام ماء في درجة حرارة 15 درجة مئوية إلى درجة 15.239 درجة مئوية.

(أي أن الحرارة اللازمة لرفع درجة حرارة 1 جرام ماء من 15 إلى 16 درجة مئوية تعادل 4.18 جول أو 1 سعرة صغيرة).
- رفع قالب شوكولاته وزنه 0.102 كيلوجرام مسافة 1 متر.
- تشغيل قدرة قدرها 1 واط مدة 1 ثانية. هذه طاقة تعادل قدرة قلب الإنسان [5] - (1 واط.ثانية)
- الطاقة اللازمة لتسيير تيار كهربائي قدره 1 أمبير بين فرق جهد قدره 1 فولت مدة 1 ثانية. أي (فولت. متر. ثانية)

نرى من ذلك أن الطاقة لها صور مختلفة: حرارة، أو طاقة كهربائية، أو طاقة حركية، وجميعها يمكن حسابها بالجول.
في النظام العالمي للوحدات يُحسب الجول كالآتي:
{\displaystyle 1~{\rm {J}}=1~{\rm {{N}\cdot {\rm {m}}}}=1~{\frac {\mathrm {kg} \cdot \mathrm {m} ^{2}}{\mathrm {s} ^{2}}}=1~{\rm {{W}\cdot {\rm {s}}}}}
وهي تعادل التعريف الأول (أعلى الصفحة)، حيث:
J جول
N نيوتن (وحدة)
m متر
W واط
s ثانية
- من هذه العلاقات يتضح أن الطاقة يمكن أن تتخذ صورا مختلفة: طاقة حرارية، طاقة كهربائية، طاقة حركة، ويمكن بواسطة تلك العلاقات التحويل بين وحدات الطاقة.

## الإرج
عندما نتعامل مع الذرات والجزيئات في الكيمياء نجد أن وحدة «جول» تكون كبيرة جدا لها، لذلك نسنخدم في تلك الحالة وحد أصغر للطاقة، وهي الإرج (erg):
- وتوجد علاقة بين الجول والإرج (erg)؛ حيث:

10 مليون إرج =  1 جول 

## قواسم ومضاعفات
يوكتو جول 
اليوكتو جول (yJ) يساوي (24-10) من الجول.
زيبتو جول
الزيبتو جول (zJ) يساوي واحد على سكستليون (21-10) من الجول. 160 زيبتو جول تعادل تقريباً 1 إلكترون فولت.
أدنى طاقة مطلوبة لتغيير بت (في جهاز كمبيوتر) في درجة حرارة الغرفة تبلغ حوالي 2.75 زيبتو جول.
أتُّو جول
الأتُّو جول (aJ) يساوي (18-10) من الجول.
فيمتو جول
الفيمتو جول (fJ) يساوي (15-10) من الجول.
بيكو جول
البيكو جول (pJ) يساوي واحد على تريليون (12-10) من الجول.
نانو جول
النانو جول (nJ) يساوي واحد على مليار (9-10) من الجول. 160 نانو جول هي تقريباً طاقة الحركة لطيران بعوضة.
مايكرو جول
المايكرو جول (μJ) يساوي واحد على مليون (6-10) من الجول. مصادم الهدرونات الكبير يُنتج تصادمات في نطاق المايكرو جول (7 تيرا إلكترون فولت) لكل جسيم.
ميللي جول
الميللي جول (mJ) يساوي واحد على ألف (3-10) من الجول.
كيلو جول
الكيلو جول (kJ) يساوي ألف (103) جول. ملصقات أغذية الطعام في معظم الدول تكتب الطاقة بالكيلو جول.
المتر المربع الواحد من سطح الأرض يستقبل حوالي 1.4 كيلو جول من الإشعاع الشمسي كل ثانية في منتصف النهار.
ميغا جول
الميغا جول (MJ) يساوي مليون (106) جول. أو تقريباً طاقة الحركة لسيارة تزن 1 طن تسير بسرعة 161 كم/ساعة.
الطاقة اللازمة لتسخين 10 لترات من الماء السائل تحت ضغط ثابت من 0 درجة مئوية (32 فهرنهايت) إلى 100 درجة (212 فهرنهايت) تبلغ حوالي 4.2 ميغا جول.
واحد كيلوواط ساعي من الكهرباء يساوي 3.6 ميغا جول.
جيجا جول
الجيجا جول (GJ) يساوي مليار (109) جول. 6 جيجا جول هي تقريباً الطاقة الكيميائية الناتجة عن حرق برميل واحد (159 لتر) من النفط الخام. 2 جيجا جول هي تقريباً طاقة بلانك.
تيرا جول
التيرا جول (TJ) يساوي تريليون (1012) جول. أو حوالي 0.278 جيجاواط ساعي (والتي تستخدم عادةً في لوحات الطاقة). حوالي 63 تيرا جول هي الطاقة الناتجة عن انفجار القنبلة النووية التي أُلقيت على هيروشيما. محطة الفضاء الدولية التي تزن 450 طن والتي تبلغ سرعتها المدارية 7.7 كم/الثانية لها طاقة حركة حوالي 13 تيرا جول. في عام 2017 إعصار إيرما قُدّر أن طاقته الريحية القصوى بلغت 112 تيرا جول.
بيتا جول
البيتا جول (PJ) يساوي كوادريليون (1015) جول. 210 بيتا جول هي تقريباً طاقة 50 مليون طن من مادة TNT، والتي تعادل الطاقة الناتجة عن انفجار قنبلة القيصر، أكبر انفجار صنعه الإنسان على الإطلاق.
إكسا جول
الإكسا جول (EJ) يساوي كوينتليون (1018) جول. زلزال وتسونامي توهوكو 2011 في اليابان كان له 1.41 إكسا جول من الطاقة طبقاً لشدته التي بلغت 9.0 على مقياس درجة العزم. معدل استهلاك الطاقة السنوي في الولايات المتحدة يُقدَّر بحوالي 94 إكسا جول.
زيتَّا جول
الزيتَّا جول (ZJ) يساوي سكستليون (1021) جول. معدل استهلاك الطاقة العالمي السنوي يبلغ تقريباً 0.5 زيتَّا جول.
يوتَّا جول
اليوتَّا جول (YJ) يساوي سيبتليون (1024) جول. هذا يعادل تقريباً كمية الطاقة اللازمة لتسخين كل الماء الموجود على الأرض بمقدار درجة مئوية واحدة.
الطاقة الحرارية الخارجة من الشمس تبلغ تقريباً 400 يوتَّا جول كل ثانية.[بحاجة لمصدر]

## مللي جول
الميللي جول = 1 / 1000 من الجول.

## العلاقة بين الجولوالإلكترون فولت
عند التعامل مع الذرة والجسيمات الأولية نجد أن وحدة الجول كبيرة جدا. لذلك لتسهيل الحسابات على المستوى الذري ابتكر الفيزيائيون وحدة إلكترون فولت لحساب طاقة الجسيمات الأولية ومنها الإلكترون.
والعلاقة بين الجول والإلكترون فولت تبلغ:
1 إلكترون فولت = 1.602×10-19 جول

## العلاقة بين الجولوالسعرة الحرارية
1 سعرة حرارية (صغيرة) = 4.18 جول.
الجول والسعرة الحرارية هي وحدات الحرارة التي يجري استخدامها عند التعامل مع المحتوى الحراري للمواد الغذائية، وتجدها أحيانا مكتوبة على عبوات المواد الغذائية لكل 100 جرام.

## الواط ثانية
الواط ثانية (أيضاً: واط-ثانية، رمز: W s، أو: W•s) هي وحدة دولية مشتقة للطاقة تعادل الجول. الواط-ثانية هي الطاقة التي تعادل قوة واحد واط لمدة ثانية واحدة. في حين أن الواط-ثانية يعادل الجول من حيث الوحدة والمعنى، هناك بعض السياقات التي يُستخدم فيها مصطلح واط-ثانية بدلاً من الجول.

### التصوير الفوتوغرافي
في التصوير الفوتوغرافي، الوحدة المستخدمة في الفلاشات هي الواط-ثانية. يمكن للفلاش أن يكون مصنف بالواط-ثانية (مثل 300 W⋅s) أو بالجول (أسماء مختلفة للشيء نفسه)، ولكن تاريخياً تم استخدام مصطلح واط-ثانية وهو مستمر في الاستخدام. بالنسبة لفلاش كاميرا، استخدام مكثف بسعة 1000 مايكرو فاراد عند 300 فولت ستكون 45 واط-ثانية. فلاشات الإستديوهات التي تستخدم مكثفات أكبر وجهود أعلى، تقع في نطاق 200-2000 واط-ثانية.
الطاقة التصنيفية للفلاش ليست مؤشر موثوق على الضوء الخارج منه، لأن هناك عوامل كثيرة تؤثر على كفاءة تحويل الطاقة. على سبيل المثال، بنية الأنبوب تؤثر على الكفاءة، واستخدام العاكسات والفلاتر يُغيّر من الضوء الخارج نحو الجسم. بعض الشركات تحدد منتجاتها بواط-ثانية «حقيقي»؛ وبعضها تحدد منتجاتها بواط-ثانية «إسمي».